# Panque
Panque ist eine Gemeinde (Freguesia) im nordportugiesischen Kreis Barcelos. In ihr leben 631 Einwohner (Stand 19. April 2021).